# 韋爾塔查山
46°26′23″N 14°12′45″E / 46.43972°N 14.21250°E

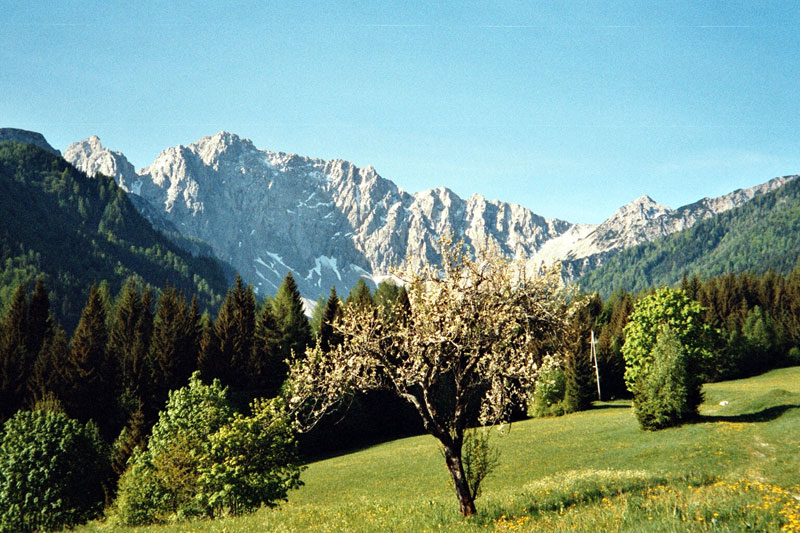

韋爾塔查山（德語：Wertatscha），是中歐的山峰，位於奧地利和斯洛文尼亞接壤的邊境，屬於卡拉萬克斯山脈的一部分，海拔高度2,180米，每年平均降雨量2,160毫米。